# Escut de Roda de Ter
L'escut oficial de Roda de Ter té el següent blasonament:
Escut caironat: d'atzur, un pont de 3 ulls d'or movent de la punta, somat de 2 esglésies d'argent, una a cada extrem, i sobremuntat d'una roda de molí d'aigua d'argent. Per timbre una corona mural de vila.

## Història
Va ser aprovat el 4 d'agost de 1986 i publicat al DOGC el 25 del mateix mes amb el número 731.
L'escut representa el tradicional Pont Vell sobre el Ter, amb les dues esglésies situades a cada un dels extrems, Santa Maria del Cap de Pont i Santa Maria del Sòl del Pont. La roda de molí és un element parlant referit al nom de la vila.